# Stearns (cràter)
Stearns és un cràter d'impacte lunar en el costat llunyà de la Lluna. A diferència de molts cràters lunars, és un relativament recent i ben definit impacte amb molt poca erosió evident. La vora del cràter és aguda i més o menys circular, amb alguna irregularitat. Les parets interiors són pendents senzills cap a piles de tarteres al llarg de la base. Al punt mig del sòl interior una mica desigual hi ha un cim central.
Aquest cràter és aproximadament a mig camí entre Appleton al nord-oest i Nušl al cap al sud-est. Només per damunt un diàmetre de cràter al del sud-sud-oest de Stearns hi trobem és el cràter més petit Steno.